# Карлтон К'юз
Карлтон К'юз (англ. Carlton Cuse, рід. 22 березня 1959, Мехіко, Мексика) —  американський сценарист і продюсер, найбільш відомий як співавтор і виконавчий продюсер популярного американського телесеріалу  «Загублені».

## Біографія
Карлтон К'юз народився 22 березня 1959 роуц в Мехіко. Народившись в Мексиці, К'юз ріс в Бостоні Оранж Каунті, Каліфорнія. К'юз був вихованцем школи Патні. Потім він вступив до Гарвардського університету, закінчивши університет зі ступенем по американській історії.

### Кар'єра
Свою кар'єру в повнометражних фільмах К'юз починав, працюючи асистентом продюсера. Потім він став партнером сценариста Джеффрі Боама. Їх тандем вніс свій внесок в фільми «Смертельна зброя 2», «Смертельна зброя 3» і «Індіана Джонс і останній хрестовий похід». На телебачення К'юз почав роботу в серіалі  Майкла Манна «Кримінальні історії». Він став одним із творців і виконавчим продюсером успішного серед критиків серіалу «Пригоди Бріско Каунті-молодшого». Карлтон К'юз також є творцем і виконавчим продюсером всіх шести сезонів серіалу «Детектив Неш Бріджес».

## Вибрана фільмографія

### Сценарист
- Загублені (2004—2010)
- Чорний пояс (серіал) (2003)
- Китайський городовий (серіал) (1998—2000)
- Детектив Неш Бріджес (серіал) (1996—2001)
- Пригоди Бріско Каунті-молодшого (серіал) (1993—1994)
- Кримінальні історії (серіал) (1986—1988)

### Продюсер
- Загублені (2004—2010)
- Чорний пояс (серіал) (2003)
- Китайський городовий (серіал) (1998—2000)
- Детектив Неш Бріджес (серіал) (1996—2001)
- Пригоди Бріско Каунті-молодшого (серіал) (1993—1994)